# Cooler Heads Coalition
La Cooler Heads Coalition est un groupe conservateur basé aux États-Unis, financé et géré par le Competitive Enterprise Institute. Le groupe, qui rejette le consensus scientifique sur le réchauffement climatique, fait pression pour empêcher le gouvernement américain de lutter contre le changement climatique ,.

## Activité
La Coalition gère un site web et un blog, et publie le bulletin électronique Cooler Heads Digest (publié pour la dernière fois en 2012). Il a été fondé par Consumer Alert.
Le Washington Post a décrit le groupe comme étant « à l'avant-garde des efforts visant à jeter le doute sur la gravité du changement climatique et à contrecarrer les efforts du gouvernement pour y remédier ». The New Yorker a décrit la Cooler Heads Coalition comme «une organisation parapluie gérée par le Competitive Enterprise Institute, une organisation à but non lucratif qui se targue de son opposition aux écologistes». Dans le Manuel d'Oxford 2011 sur le changement climatique et la société, la Cooler Heads Coalition a été répertoriée comme l'un des « groupes de façade » qui forment « des éléments clés de la machine de déni du réchauffement climatique ». Selon The Intercept, Myron Ebell, le chef de la Cooler Heads Coalition « a passé la majeure partie de sa carrière à lancer des arguments absurdes financés par l'industrie sur le changement climatique ».
La Cooler Heads Coalition se décrit comme « axée sur la dissipation des mythes du réchauffement climatique en exposant des analyses économiques, scientifiques et des risques défectueuses ».

## Critiques
Selon le Washington Post, le groupe a été « longtemps rejeté comme un lobby partisan par les scientifiques et les politiciens des deux partis» jusqu'à ce que le groupe soit adopté par la campagne présidentielle Donald Trump en 2016.
La Cooler Heads Coalition a été critiquée pour ses liens avec les industries énergétiques qui seraient touchés si les États-Unis adoptaient une législation visant à réduire les émissions de CO2. La Coalition a été accusée par Mother Jones d'astroturfing. Écrivant en octobre 2004 pour The American Prospect, Nicholas Confessore a décrit la Coalition comme «un groupe Astroturf financé par des industries opposées à la réglementation sur les émissions de CO2.

## Adhésion
Les membres notables de la Coalition ont inclus:
- 60 Plus Association
- Advancement of Sound Science Center
- Alexis de Tocqueville Institution
- Americans for Prosperity
- Americans for Tax Reform
- American Legislative Exchange Council
- Committee for a Constructive Tomorrow
- Competitive Enterprise Institute
- Institut Fraser
- FreedomWorks
- George C. Marshall Institute
- Institut Heartland
- Independent Institute
- Istituto Bruno Leoni
- Steven Milloy
- Groupe Lavoisier
- Liberty Institute
- National Center for Policy Analysis
- National Center for Public Policy Research